# Болу (провінція)
Болу́ (тур. Bolu) — провінція в Туреччині, розташована в Чорноморському регіоні.
Столиця — Болу.